# Myrmecophilus mayaealberti
Myrmecophilus mayaealberti is een rechtvleugelig insect uit de familie mierenkrekels (Myrmecophilidae). De wetenschappelijke naam van deze soort is voor het eerst geldig gepubliceerd in 2006 door Hugel & Matyot. De soort is endemisch in de Seychellen. De beschermingsstatus van deze soort is onbekend.